# Al-Ahli Gedda
L' Al-Ahli Gedda è una società professionista di basket con sede nella città di Gedda, città portuale sul Mar Rosso in Arabia Saudita, che milita nella massima categoria nazionale, la Saudi Basketball League. 
La squadra è la sezione cestistica della società polisportiva dell'Al-Ahli Sports Club, una delle quattro grandi società dell'Arabia Saudita, famosa soprattutto per la sua sezione di calcio che è una della più vincenti della storia della nazione con più di 34 titoli vinti.

## Storia
La polisportiva dell' Al-Ahli Sports Club è stata fondata nel 1937 nel cuore di Gedda, in via Principe Muhammad bin Abd al-Aziz Al Sa'ud ,con il nome di Al-Thaghar, da un gruppo di studenti della scuola Al-Falah, la più antica della città.
La squadra ha quasi sempre preso parte alla Saudi Basketball League, riuscendo anche ad aggiudicarsi per due volte sia la Prince Faisal Basketball Cup che la Saudi Alnokhbah Championship nel corso degli anni. 
Però il titolo nazionale arriverà per la prima volta per l'Al-Ahli solo al termine della stagione 2022-2023, con la squadra che dominò per tutto l'arco della stagione la Saudi Basketball League, concludendo dopo le ventidue giornate in testa alla classifica con 20 vittorie e solamente 2 sconfitte, conquistando così per la prima volta la vittoria nella massima competizione nazionale.
La vittoria del titolo nazionale ha permesso all'Al-Ahli di prendere parte alla seconda edizione della FIBA West Asia Super League, nella stagione 2023-24, come unica rappresentante dell'Arabia Saudita.

## Palmares
Fonti: 

### Titoli nazionali
Saudi Basketball League:
- Campioni (1): 2022-2023

Prince Faisal Basketball Cup:
- Campioni (2): 2010, 2023

Saudi Alnokhbah Championship:
- Campioni (2): 2006, 2023

## Roster attuale
Il roster per la stagione 2023-2024 
|    | Naz.                                                        | Ruolo | Sportivo            | Anno | Alt. | Peso |  |
| -- | ----------------------------------------------------------- | ----- | ------------------- | ---- | ---- | ---- |  |
| 4  | Arabia Saudita (bandiera)                                   | PG    | Hassan Binmohammed  | 1990 | 181  | 78   |  |
| 10 | Arabia Saudita (bandiera)                                   | AP    | Ali Shubayli        | 1996 | 196  | 86   |  |
| 12 | Arabia Saudita (bandiera)                                   | C     | Naif Althalabi      | 1996 | 203  | 102  |  |
| 14 | Arabia Saudita (bandiera)                                   | G     | Ayman Belals        | 1988 | 189  | 85   |  |
| 15 | Arabia Saudita (bandiera)                                   | AG    | Safwan Mohammed     | 1994 | 203  | 100  |  |
| 20 | Arabia Saudita (bandiera)                                   | AP    | Abdulrahman Mahfuth | 2005 | 189  | 88   |  |
| 23 | Arabia Saudita (bandiera)                                   | AP    | Saif Majrashi       | 2005 | 187  | 84   |  |
| 24 | Arabia Saudita (bandiera)                                   | PG    | Mohammed Khafaji    | 2007 | 180  | 77   |  |
| 30 | Arabia Saudita (bandiera)                                   | PG    | Marzouq Al Muwallad | 1992 | 183  | 79   |  |
| 32 | Arabia Saudita (bandiera)                                   | AG    | Mohammed Kadi       | 1998 | 192  | 88   |  |
| 34 | Stati Uniti (bandiera)                                      | G     | Deandre Liggins     | 1988 | 200  | 95   |  |
| 42 | Isole Vergini Americane (bandiera) · Stati Uniti (bandiera) | C     | Ivan Aska           | 1990 | 203  | 104  |  |
| 43 | Stati Uniti (bandiera)                                      | AP    | Hollis Thompson     | 1991 | 203  | 95   |  |
|    | Stati Uniti (bandiera)                                      | PG    | Corey Sanders       | 1997 | 188  | 82   |  |
|    | Arabia Saudita (bandiera)                                   | G     | Ali Shubayli        | 1996 | 190  | 87   |  |

### Staff tecnico
| Ruolo           | Nome            |
| --------------- | --------------- |
| Capo Allenatore | Ali Alsanhani   |
| Assistente      | Soufiane Mouhli |